# Révolution bolivarienne
La révolution bolivarienne est un processus politique au Venezuela dirigé par le président vénézuélien Hugo Chávez, fondateur du Mouvement de la Cinquième République et plus tard du Parti socialiste unifié du Venezuela (PSUV). La révolution bolivarienne doit son nom à Simón Bolívar, un leader révolutionnaire vénézuélien et latino-américain du début du XIXe siècle, important dans les guerres d'indépendance hispano-américaines pour obtenir l'indépendance de la majeure partie du nord de l'Amérique du Sud de la domination espagnole,.
Selon Chávez et d'autres partisans, la révolution bolivarienne cherche à construire une coalition interaméricaine pour mettre en œuvre le bolivarisme, le nationalisme et une économie dirigée par l'État ; modèle politico-économique baptisé « socialisme du XXIe siècle ».
Les détracteurs ont qualifié le mouvement de chavisme et ses partisans de chavistes, les opposants étant anti-chavistes. L’idéologie, à l’instar de son patron Bolívar, vise également à unir les peuples hispanophones d’Amérique du Sud pour former une grande confédération panaméricaine. Le concept du bolivarisme a été exporté en Bolivie, le président de l'époque, Evo Morales, déclarant organiser « sa révolution bolivarienne ». Le président équatorien Rafael Correa a également déclaré publiquement qu'il était bolivarien « comme Chávez »,.
Selon Chávez, le Venezuela doit « transcender le capitalisme » par le socialisme. L'une de ses premières mesures a été d'approuver, par référendum, la Constitution de 1999. Le jour de son 57e anniversaire, en annonçant qu'il suivait un traitement contre le cancer, Chávez a déclaré qu'il avait changé le slogan de la révolution bolivarienne de « Patrie, socialisme ou mort » à « Patrie et socialisme. Nous vivrons et en sortirons victorieux ».
Après la mort de Chávez en 2013, la révolution a connu un déclin social et la situation politique et économique du Venezuela s'est rapidement détériorée.

## Historique
À la fin des années 1980 et au début des années 1990, l’Amérique du Sud se remettait de la crise de la dette latino-américaine du milieu des années 1980 et de nombreux gouvernements ont adopté des politiques d’austérité et de privatisation pour financer les prêts du Fonds monétaire international (FMI). Après la fin de la guerre froide et la chute des dictatures militaires au Brésil, en Argentine, au Chili et en Uruguay, les mouvements sociaux, y compris les mouvements ouvriers et indigènes, qui se sont opposés à l'austérité et ont appelé à l'annulation de la dette, entraînant parfois des affrontements avec l'État ; comme cela s'est produit à Caracazo et lors du coup d'État équatorien de 2000. C’est dans ce contexte que Chávez et le MBR-200 (en tant que Mouvement de la Cinquième République) ont remporté les élections de 1998 et ont entamé le processus constituant qui a abouti à la Constitution vénézuélienne de 1999.

## Légitimation du pouvoir
En 1996, quatre ans après être sorti de prison, Hugo Chávez se rend compte qu’il doit changer de stratégie politique afin d’accomplir la réforme qu’il espère pour le Venezuela. À ce moment s’enclenche une série de stratégies communicationnelles afin d’embellir l’image de la révolution.
Pour commencer, Chavez comprend que s’il désire légitimer son idéologie, il doit d’abord battre ses adversaires politiques lors des prochaines élections. Il se tourne donc vers la classe ouvrière et les moins nantis, auprès de qui il dénonce vivement l’impérialisme des États-Unis, la corruption, la confiscation du pouvoir par les élites vénézuéliennes et blâme l’ancienne classe politique d’avoir fait sombrer 80 % de la population dans la pauvreté. Bien vite, grâce à ses discours populistes, il réussit à se tailler une place de choix dans la sphère politique et renforce la dynamique qui le place comme l’image du changement politique et ses adversaires comme les défenseurs de l’ancien régime. Cette stratégie s’avère fructueuse puisqu’il remporte les élections de 1998 avec 56 % des votes, appuyé principalement par la tranche plus pauvre de la population.
Dans cette même lancée de légitimation de son pouvoir, plusieurs réformes seront soumises à des consultations populaires. Ce sera notamment le cas de la loi sur la constituante ou du vote sur la constitution. Chaque fois, il sera possible de noter une importante participation de la population vénézuélienne.

## Bolívar comme symbole

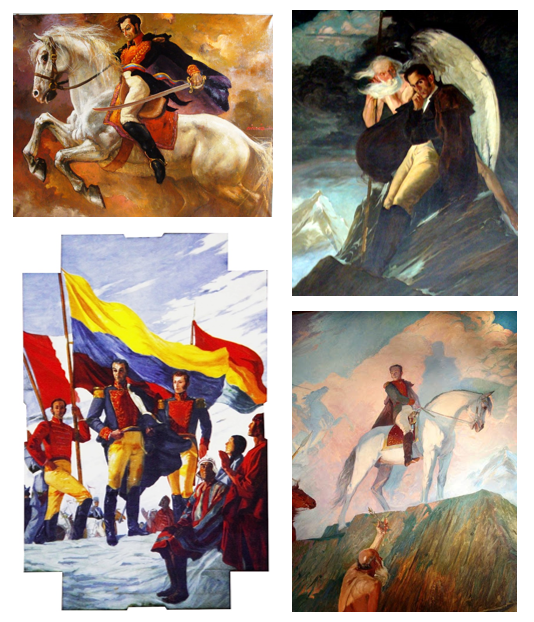
Collage de plusieurs œuvres mettant en vedette Simón Bolívar, œuvre de Tito Salas.

Simón Bolívar a laissé une marque durable dans l'histoire du Venezuela en particulier et de l'Amérique du Sud en général, célébrée sous le nom de « El Libertador »,. Le début du culte de Bolívar s'est produit avec le transfert de la dépouille mortelle de Bolívar, alors à Santa Marta, vers la capitale Caracas, avec un enterrement en grande pompe. Cette cérémonie était le résultat de la campagne du général José Antonio Páez, qui obtint l'approbation par décret de la glorification de Bolívar en 1842.
En tant qu'élève militaire, Hugo Chavez était « un célébrant de l'histoire de la passion bolivarienne ». Chávez s'est appuyé sur les idées de Bolívar et sur Bolívar comme symbole populaire plus tard dans sa carrière militaire lors de l'assemblage de son mouvement MBR-200 qui allait devenir un véhicule pour sa tentative de coup d'État de 1992.
Un peu comme Simón Bolívar, Chavez espère que son rêve bolivarien s’étendra sur l’ensemble de l’Amérique Latine. Pour ce faire, comme les États-Unis l’avaient fait au Chili en 1973, il finança divers politiciens partageant une vision qui concorde à la sienne. Ce sera notamment le cas d’Evo Morales en Bolivie ou encore de Daniel Ortega au Nicaragua. En 2005, avec l’aide de Fidel Castro, il créa l’Alliance bolivarienne pour les Amériques. Ce regroupement aura pour mission de réunir en un seul bloc les idéaux politiques, culturels et sociaux de l’Amérique Latine et des Caraïbes. À ce jour, cette union regroupe 14 pays dont le Nicaragua et la Bolivie. De plus, il fonde et finance différentes organisations supportant sa révolution, afin de favoriser l’étalement de son idéologie. Elles se retrouveront notamment en Argentine, en Bolivie, au Brésil et en Équateur. La création de diverses alliances sur les échanges pétroliers favorisera également la diffusion de son idéologie en Amérique Latine. En effet, comme les autres pays bénéficient de cette alliance pétrolière, ils deviendront beaucoup plus enclins à ne pas s’opposer au mouvement bolivarien et au contraire vont même y adhérer.
Le bolivarisme trouvera même écho de l’autre côté de l’Océan Atlantique, notamment en Espagne avec le parti de gauche Podemos, dont plusieurs haut placés auraient passé de longues périodes au sein de diverses nations bolivariennes. De plus, en 2013, le parti de gauche est pris dans un important scandale médiatique. En effet, l’ALBA est accusée d’avoir versé pas moins de 425 000 euros au parti espagnol.

## Idéologie

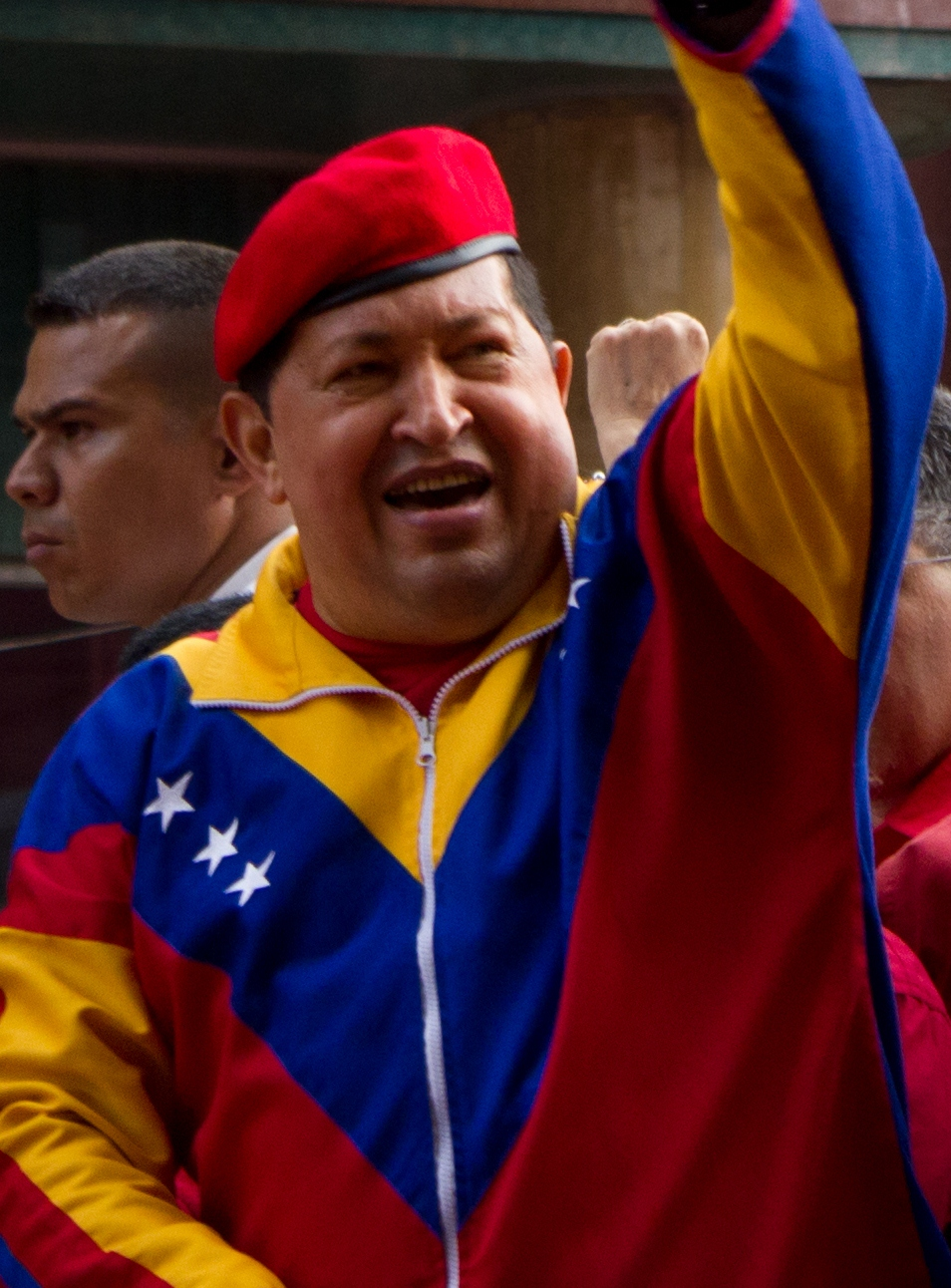
Hugo Chávez lors d'un rassemblement en 2012.

Selon l'historien Alberto Garrido, auteur de 12 livres sur le sujet, la révolution bolivarienne mélange des éléments historiques et politiques de différentes époques, essayant de concilier une démocratie participative avec un parti civilo-militaire de gauche. Il affirme également que les grandes inspirations de l'idéologie d'Hugo Chávez sont le bolivarien Douglas Bravo, le péroniste de gauche Norberto Ceresole et le cubain Fidel Castro. Hugo Chávez vénérait Fidel Castro et considérait la révolution cubaine comme un modèle pour le Venezuela. Le système bolivarien est populiste et divise la société en camps opposés et irréconciliables. Cela crée une barrière dichotomique entre les défavorisés et le pouvoir insensible, responsable du statut de « handicapé » des défavorisés. Dans le bolivarisme, les Latino-Américains font face à « l’impérialisme » des États-Unis. Comme l’explique Ernesto Laclau, le populisme se définit ainsi :

« Le populisme implique la division de la scène sociale en deux camps. Cette division suppose la présence de quelques signifiants privilégiés qui condensent en eux le sens de tout un champ antagoniste (le « régime », l'« oligarchie », les « groupes dominants », etc., pour l'ennemi ; la « nation », la « majorité silencieuse », etc., pour les opprimés sans défense - ces signifiants acquièrent ce rôle d'articulation en fonction, évidemment, d'une histoire contextuelle). »

Le président du Venezuela, aujourd'hui décédé, Hugo Chávez, se disait depuis ses débuts en tant que président de la république un bolivarien et un adepte des idées de Simón Bolívar. Parmi ses actions inspirées par ladite idéologie figurent la modification de la Constitution du Venezuela de 1961 en la Constitution dite bolivarienne de 1999, qui a changé le nom de l'État en République bolivarienne du Venezuela, et d'autres actes tels que la création et la promotion d'écoles et d'universités avec l'adjectif bolivarien, tout comme les écoles bolivariennes et l'université bolivarienne du Venezuela. Les forces armées ont également été rebaptisées, ce qui en fait les Forces armées bolivariennes du Venezuela. Son élément principal, l’armée, est passée de l’Armée nationale du Venezuela à l’Armée nationale de la République bolivarienne du Venezuela ; étant simplement connue sous le nom d’Armée bolivarienne (espagnol : Ejército Bolivariano, EB).

### Chavisme
Le chavisme est le nom donné à l'idéologie politique de gauche basée sur les idées, les programmes et le style de gouvernement associés à l'ancien président du Venezuela, Hugo Chávez.
Le chavisme, communément considéré comme un aspect populiste du caudillismo laïc latino-américain, est composé de trois sources fondamentales : les idées de Simón Bolívar, Ezequiel Zamora et Simón Rodríguez, ainsi qu'un socialisme révisé qui est défini comme le « socialisme du xxie siècle ». De même, le chavisme s'inspire des idées d'Ernesto "Che" Guevara, Fidel Castro, Augusto César Sandino, Camilo Cienfuegos, entre autres. Plusieurs partis politiques au Venezuela soutiennent le chavisme. Mais le principal parti, directement lié à Chávez, est le Parti socialiste unifié du Venezuela (PSUV). Parmi les autres partis et mouvements soutenant le chavisme figurent Pátria para Todos et Tupamaros.

## Politiques

### Politiques nationales

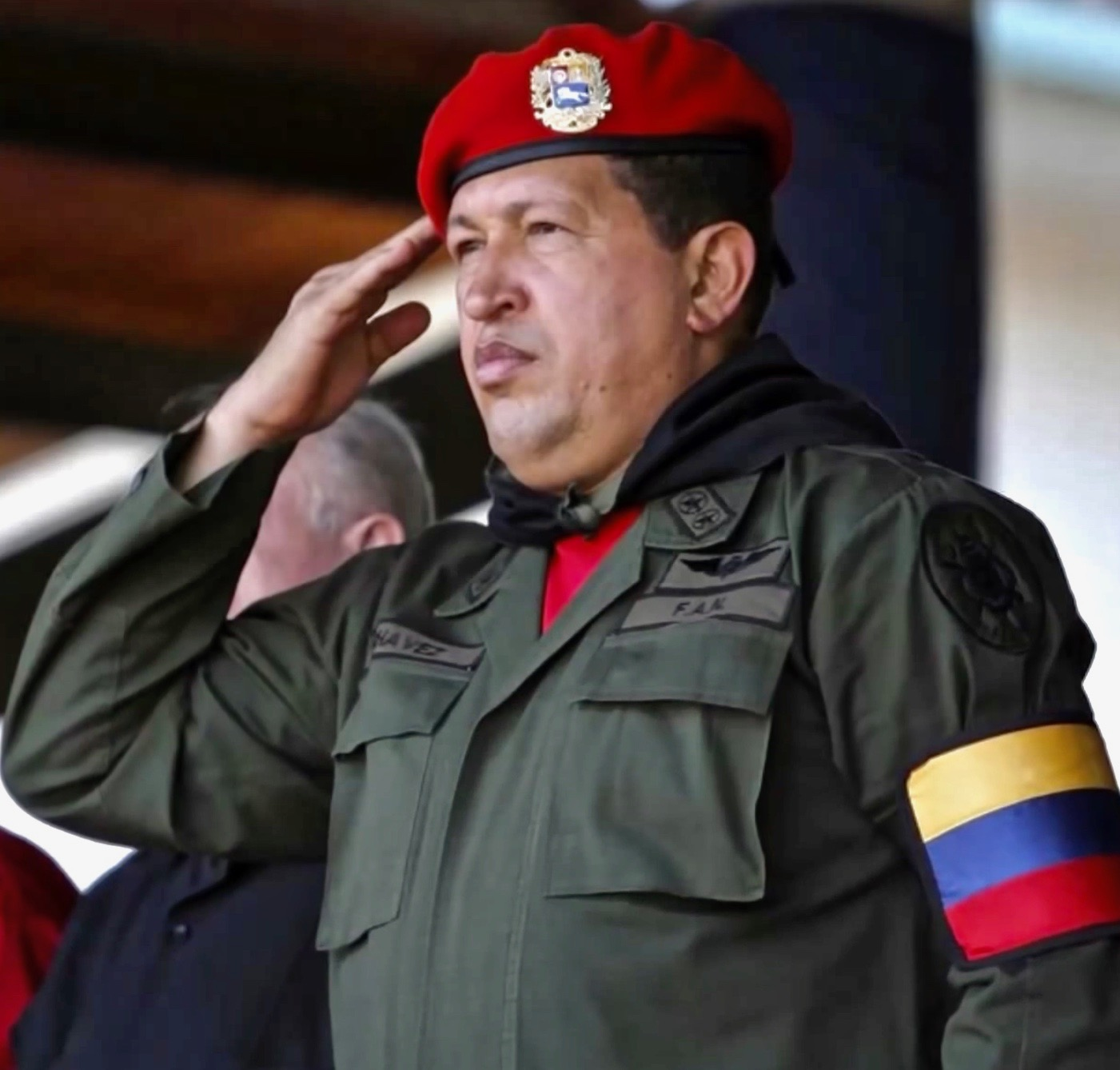
Hugo Chavez saluant lors d'une cérémonie, le 12 mars 2013.

Les politiques du chavisme comprennent la nationalisation, les programmes de sécurité sociale (missions bolivariennes) et l'opposition au néolibéralisme (en particulier les politiques du FMI et de la Banque mondiale). Selon Hugo Chávez, le socialisme vénézuélien accepte la propriété privée, mais ce socialisme cherche aussi à promouvoir la propriété sociale. Le chavisme soutient également la démocratie participative et la démocratie sur le lieu de travail. Le président Hugo Chávez est resté en contact presque direct avec son électorat à travers l'émission hebdomadaire "Aló Presidente",. Cette forme de contact, avec des appels téléphoniques et une audience en direct, a fait de Chavez un télévangéliste « répandant l'évangile » de la révolution bolivarienne. En janvier 2007, Chávez a proposé la construction d’un État communal, dont l’idée principale est de construire des institutions d’autonomie gouvernementale telles que des conseils communaux, des communes et des villes communales.
Les principales composantes de la révolution sont les missions bolivariennes, les cercles bolivariens et la recherche de l'intégration latino-américaine et de « l'anti-impérialisme » dirigé contre les États-Unis. Ces missions bolivariennes ont utilisé la redistribution des vastes richesses pétrolières du Venezuela pour établir des programmes de protection sociale qui ont créé des cliniques médicales et des écoles, géré une chaîne d'épiceries bon marché et divisé les fermes et les ranchs nationalisés entre les coopératives les plus pauvres. Daniel Hellinger, professeur de sciences politiques à l'Université Webster de Saint-Louis, a souligné que les programmes de protection sociale ont réduit le taux de pauvreté au Venezuela d'environ 80 % dans les années 1990 à environ 20 % et éradiqué l'analphabétisme. Ces avancées se sont faites au prix d’un endettement lourd et d’une dépendance croissante à l’égard des revenus pétroliers,.
La partie la plus pauvre du Venezuela a vu ses conditions de vie s'améliorer considérablement sous le gouvernement Chávez, selon les indicateurs, de 1999, année au cours de laquelle Chávez a accédé à la présidence du pays, jusqu'à 2009, année de publication des données, 20,1% des Vénézuéliens vivent dans l'extrême pauvreté, un chiffre qui est tombé à 9,5% en 2007. En 1999, le Venezuela avait 50,5% de sa population en situation de pauvreté, ce qui équivaut à plus de 11 millions de personnes, un chiffre qui est tombé à 31,5%, selon l'enquête, sur 24,6 millions de personnes au total, 18,8% sont sortis de la pauvreté. Une enquête de Datanálisis a indiqué que les classes vénézuéliennes E et D ont augmenté leur consommation de 22% au cours des 8 dernières années, grâce à l'augmentation des salaires qui, en 1999, équivalait à 47 dollars et est passée à 371 dollars en 2007. Selon le ministère de la Santé, la mortalité infantile au Venezuela était de 21,4 pour 100 000 habitants en 1998 et est tombée à 13,7 pour 100 000.

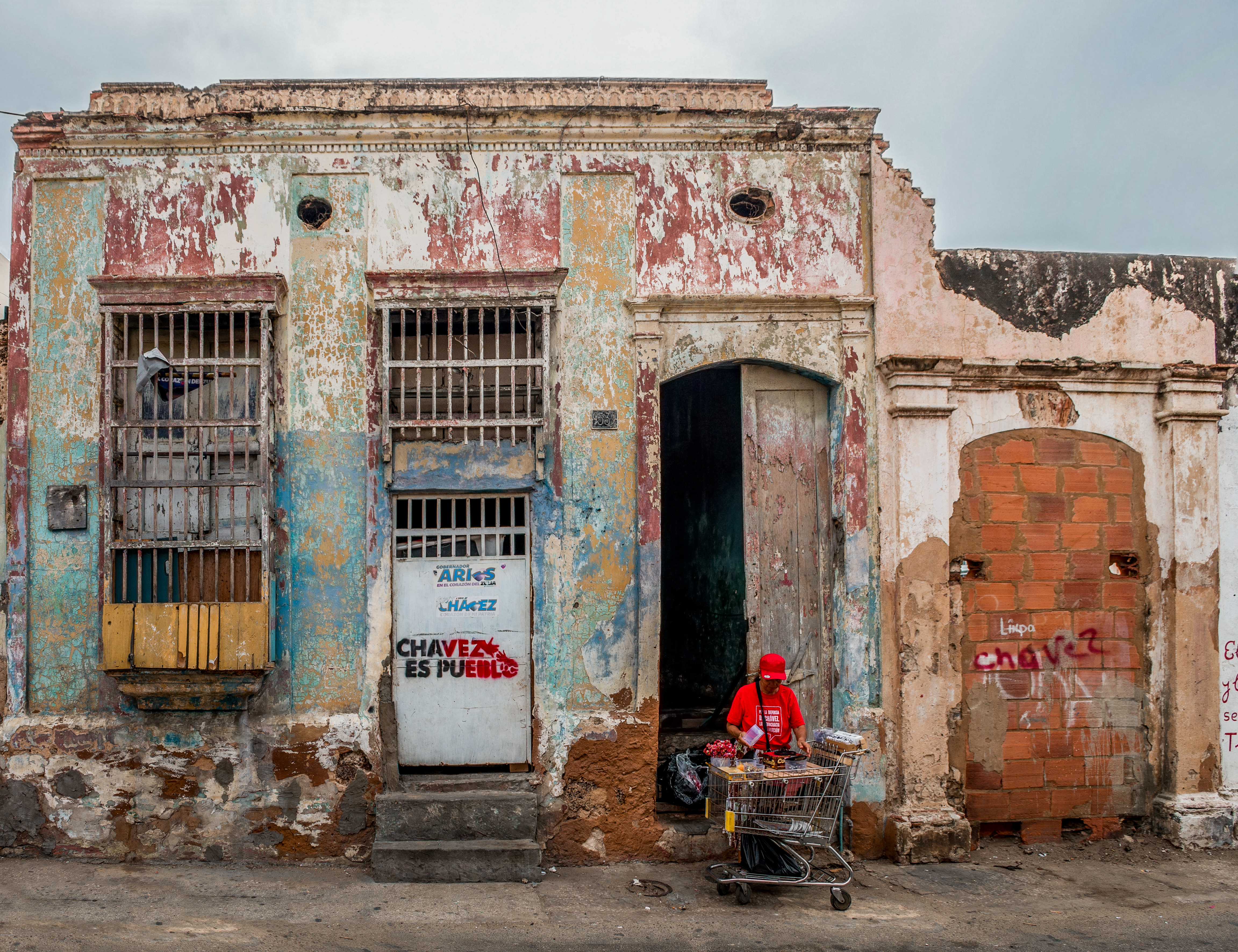
Maison coloniale typique du centre de Maracaibo, peinte de propagande bolivarienne et femme en tenue soutenant Hugo Chávez.

Chávez a nationalisé des dizaines d’entreprises énergétiques, bancaires et de télécommunications, ainsi que plus d’un million d’acres de terres agricoles. Cela a provoqué une forte baisse des investissements et de la productivité vénézuéliens et a rendu le pays de plus en plus dépendant des ventes de pétrole. L’argent qui aurait dû être utilisé de manière productive dans l’industrie et l’agriculture a été entièrement consacré à ces programmes ; ce qui a affecté la compétitivité de l’économie vénézuélienne. Pour cette raison, malgré les sommes importantes tirées de ses réserves énergétiques pendant le boom des hydrocarbures, Chávez a été contraint d’emprunter plus de 38 milliards de dollars aux Chinois au cours des dernières années de sa présidence pour financer son aide intérieure et extérieure. Les prêts étaient garantis par de futurs engagements de vente de pétrole à Pékin. Le Venezuela est devenu « l’archétype d’un pétro-État en faillite ». Les prix du pétrole sont passés de plus de 100 dollars le baril en 2014 à moins de 30 dollars le baril début 2016, plongeant le Venezuela dans une spirale économique et politique ; Les conditions n’ont fait qu’empirer depuis.
L’accumulation du pouvoir s’est également accentuée, Chávez gouvernant en tant que caudillo. Tel un dictateur militaire, il a fermé les chaînes de télévision et de radio qui le critiquaient, armé une milice paramilitaire et placé la bureaucratie sous un contrôle strict. En 2018, la grande majorité des postes de maire et de gouverneur étaient occupés par des candidats du PSUV, tandis que la coalition d'opposition Unité démocratique (MUD) a remporté les deux tiers des sièges parlementaires en 2015. L'hostilité politique entre le PSUV et le MUD a donné lieu à plusieurs incidents au cours desquels des manifestations pro-gouvernementales et d'opposition ont tourné à la violence, faisant environ 150 morts en 2017. En outre, il existe des réclamations et des demandes reconventionnelles liées à l'arrestation de personnalités de l'opposition, le gouvernement affirmant que leur statut politique n'empêche ni ne motive des poursuites pour les crimes pour lesquels ils ont été reconnus coupables, tandis que l'opposition prétend que ces arrestations et accusations sont politiquement motivées. Les élections ont également été marquées par des protestations contre la fraude électorale.
Chávez a toujours présenté le slogan selon lequel « La seule façon pour le Venezuela de devenir une puissance est de construire le socialisme vénézuélien ! », réitérant qu’il n’y a pas d’autre voie et que la classe ouvrière jouera un rôle fondamental dans la construction du socialisme bolivarien. Chávez a maintenu sa popularité parmi les pauvres jusqu'à la fin de sa vie et a été élu pour un quatrième mandat avec 55 % des voix malgré la hausse de la criminalité, les pénuries persistantes d'aliments de base, une inflation à deux chiffres et des programmes d'aide extérieure impopulaires.
En 2015, sous l’égide de la révolution bolivarienne et face à la gravité de la crise économique, l’Université catholique Andrés Bello, l’Université centrale du Venezuela et l’Université Simón Bolivar ont estimé, entre juillet et août 2015, que la pauvreté au Venezuela atteignait 73 % des logements du pays, un record historique depuis le début des mesures en 1975. Avec une inflation galopante, des pénuries de produits et d'énormes fluctuations des taux de change, la pauvreté est due à l'accélération de la hausse des prix et le gouvernement vénézuélien ne publie pas de données officielles, mais les analystes estiment que ce chiffre a dépassé les trois chiffres.

### Politiques internationales

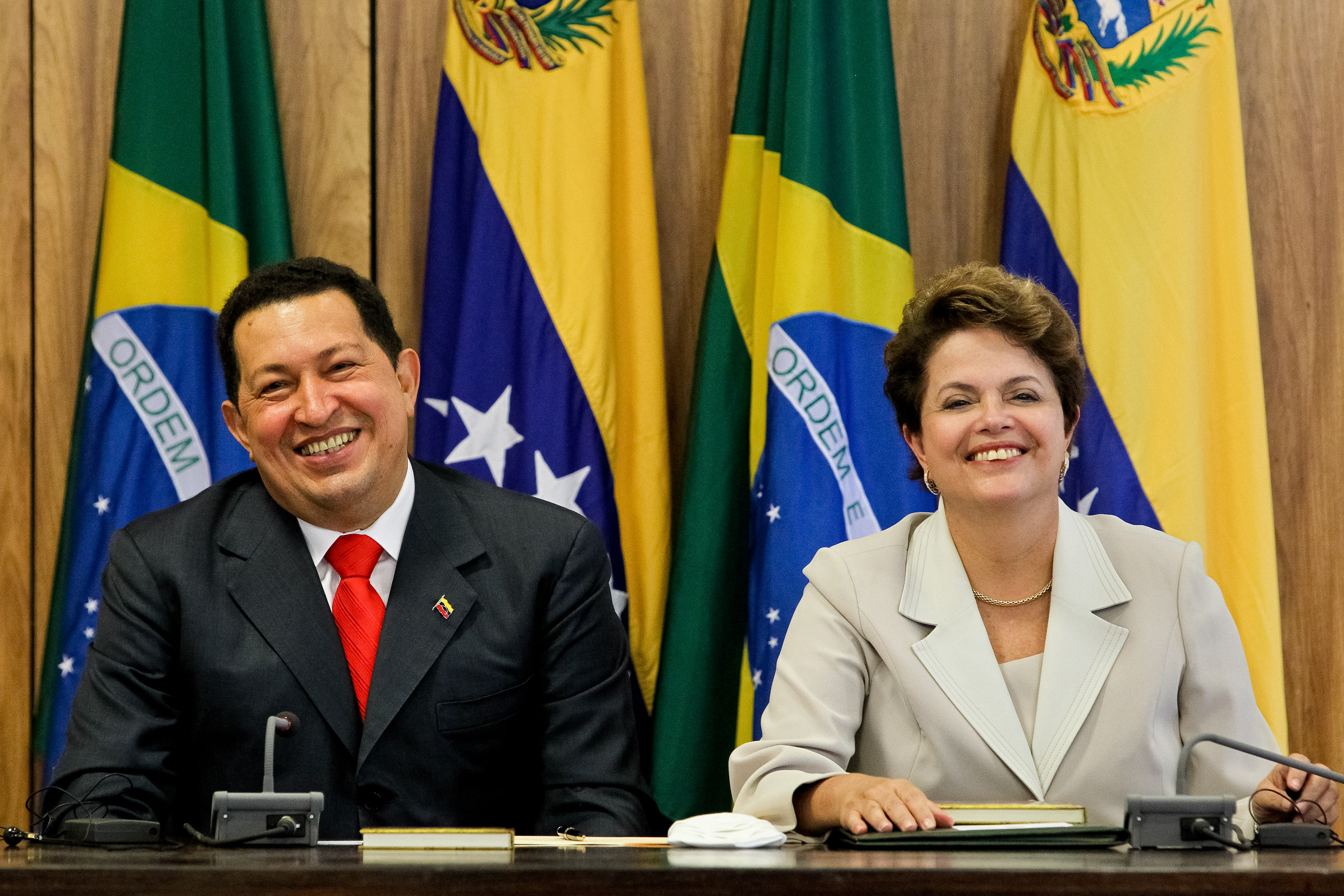
La présidente Dilma Rousseff et le président du Venezuela Hugo Chávez lors d'une conférence de presse après une réunion à Brasilia, 2011.

Chávez était considéré comme un leader de la « marée rose », un virage vers des gouvernements de gauche dans les démocraties latino-américaines. Sa politique était marquée par un anti-américanisme et un populisme autoritaire.
Chávez a réorienté la politique étrangère vénézuélienne vers l'intégration économique et sociale de l'Amérique latine, en promulguant des accords commerciaux bilatéraux et d'aide réciproque, y compris sa soi-disant « diplomatie pétrolière », rendant le Venezuela plus dépendant de l’utilisation du pétrole (sa principale commodité) et augmentant sa vulnérabilité à long terme. Cette dépendance au pétrole a entraîné une baisse conséquente de la production.
Les ventes de pétrole représentent 99 % des revenus d’exportation et environ un quart du produit intérieur brut (PIB). Sans investissements et entretien adéquats, la production pétrolière est tombée à son plus bas niveau depuis des décennies en 2020, même si elle recommence lentement à augmenter. Le PIB a diminué d’environ deux tiers entre 2014 et 2020, et comme la demande mondiale de pétrole reste comprimée en raison de la pandémie de coronavirus, elle devrait encore chuter de 5 % en 2022. L’augmentation de la dette a conduit à une hyperinflation, le Venezuela ayant contracté une dette estimée à 150 milliards de dollars ou plus ; L'inflation annuelle était de 1 946 %.
Dans le domaine diplomatique, l'influence du Venezuela de Chávez s'étendait bien au-delà des frontières du pays. Il a suscité l'opposition de l'Amérique latine au soi-disant Consensus de Washington, qui dicte aux pays sous-développés d’ouvrir leurs marchés au libre-échange et aux investisseurs étrangers, et a établi des liens étroits avec d’autres dirigeants de gauche de l’hémisphère, notamment Evo Morales de Bolivie et Daniel Ortega du Nicaragua. Le bolivarisme a également créé un organisme de coordination continental, l'Alliance bolivarienne pour les peuples de notre Amérique – Traité commercial des peuples (ALBA), conclu à La Havane entre le Venezuela et Cuba.

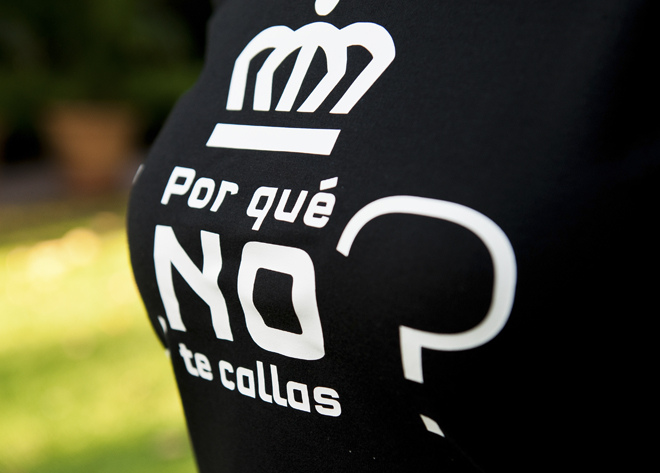
T-shirt ¿Por qué no te callas?, de Goatxa.

Chávez était également célèbre pour ses attaques au vitriol, qualifiant le président américain George W. Bush de « terroriste » pour avoir envahi l'Afghanistan et de « diable » lors d'un discours aux Nations Unies,. À une autre occasion, Chávez a reçu un "¿Por qué no te callas?" (« Pourquoi ne te tais-tu pas ? ») du roi d'Espagne lui-même, Juan Carlos Ier,, en guise de réprimande après les interruptions répétées qu'il a faites au président du gouvernement espagnol, José Luis Rodríguez Zapatero, lors du XVIIe Sommet ibéro-américain des chefs d'État, tenu à Santiago du Chili le 10 novembre 2007. L'expression est rapidement devenue un phénomène social et Internet, faisant l'objet d'imitations, de ridicules, de parodies, de programmes télévisés, de sonneries et de titres de programmes télévisés en Argentine et en Espagne,.
Hugo Chávez vénérait Fidel Castro et considérait la révolution cubaine comme un modèle pour le Venezuela, faisant généreusement des dons à l'État socialiste instable de Cuba, censé fournir à la nation 100 000 barils de pétrole par jour à des prix réduits. En échange, Cuba a envoyé 12 000 médecins, entraîneurs sportifs et agents de sécurité au Venezuela.
Bien que Chávez ait inspiré d’autres mouvements en Amérique latine à suivre son modèle du chavisme dans une tentative de remodeler l’Amérique du Sud, le projet a ensuite été considéré comme irrégulier et son influence internationale est devenue exagérée, la marée rose commençant à refluer en 2009. A sa place, une nouvelle vague de droite a commencé sur le continent,.
En avril 2018, le principal magazine français de gauche, Les Temps Modernes, fondé par Jean-Paul Sartre et Simone de Beauvoir en 1945, soulignait sa rupture avec le régime chaviste vénézuélien en dénonçant que la révolution bolivarienne s'était révélée être un énorme échec. Dans une série d’essais et d’entretiens, le magazine aborde les aspects politiques, économiques et sociaux qui ont conduit à l’échec du modèle.

### Impact sur d'autres pays
Le bolivarisme a fait des émules en Bolivie et en Équateur, qui ont traversé des crises de partis politiques. Selon une étude de 2017, le bolivarisme n'a pas réussi à se propager davantage en Amérique latine et dans les Caraïbes « dans des pays où les partis politiques et les institutions démocratiques continuent de fonctionner et où la gauche et la société civile valorisent la démocratie, le pluralisme et les droits libéraux en raison d'expériences autocratiques brutales ». L'étude révèle également que « la peur du bolivarianisme a également conduit à un coup d'État contre le président Zelaya au Honduras ». En dehors des États-Unis, l’impact a été minime, avec des aspects du bolivarisme adoptés par le parti politique espagnol Podemos.

## Contrôle des médias
Une fois au pouvoir, l’aspect central de la diffusion de l’idéologie bolivarienne fut le contrôle des médias. Rapidement, Chavez s’assure d’avoir la mainmise sur l’information circulant dans le pays et contrôle 64 % des chaînes télévisuelles. Il va même jusqu’à créer sa propre émission « Aló Presidente » dans laquelle il s’adresse au peuple chaque dimanche. Dans celle-ci, il annonce diverses politiques, chante des chansons populaires et parle du rêve bolivarien. On le retrouve aussi fréquemment à la radio et dans les journaux. Le président Chavez, selon l’opposition à son régime, use même d’interprétations douteuses de lois en matière de télécommunication afin de faire taire ou même fermer les médias qui s’opposeraient à ses réformes. Il est notamment possible de penser au mandat d’arrêt émis contre Guillermo Zuloaga, propriétaire de la chaîne Globovisión,.
Les médias vénézuéliens restent cependant très majoritairement privés et hostiles au gouvernement d'Hugo Chávez. La plupart ont encouragé le coup d’État d'avril 2002 en diffusant délibérément une fausse information selon laquelle des militants socialistes avaient ouvert le feu sur une foule d'opposants. En direct sur la chaine de télévision Venevisión, le vice-amiral Victor Ramírez Pérez, acteur du putsch, a déclaré au cours de ces événements : « On a eu une arme capitale : les médias. Et, puisque l’occasion se présente, je tiens à vous en féliciter ».
En décembre 2004, Chávez adopte le décret d’application de la loi de responsabilité sociale de la radio et de la télévision. Le texte impose des quotas minimums de programmes nationaux et place le Venezuela en conformité avec la convention américaine relative aux droits de l'homme en encadrant la programmation d’images à caractère sexuel ou violent (interdites entre 7 et 23 heures) et proscrit la publicité pour l’alcool et le tabac. Enfin, il prohibe les messages qui « promeuvent la haine et l’intolérance religieuses, politiques, de genre, racistes ou xénophobes », ceux qui « suscitent l’angoisse au sein de la population » ainsi que les informations « fausses ».
Une étude réalisée en 2010 par le Centre for Economic Policy Research (CEPR) sur l’audience des chaînes de télévision vénézuéliennes indique que la part des chaînes publiques est de 5,4 %, celle des chaînes privées de 61,42 % et celle de la télévision à péage de 33,14 %.

### Analyse communicationnelle du discours chaviste
Chavez utilise des références historiques pour légitimer sa place de président. Il invoque les acteurs de l’Indépendance du Venezuela, et particulièrement Simón Bolívar. Il cherche ainsi à rassembler le peuple autour d’une histoire et de valeurs communes.
Lors de ses discours, Chavez diffuse et relate les paroles de Bolívar. Il prononce un discours rapporté : il évoque les dires de Bolívar à travers un discours indirect, mais aussi un discours direct, grâce à l’emploi du verbe « dire » à la troisième personne du singulier (« decia », et « dijo »). Selon le modèle de Shannon et Weaver, Chavez peut être vu comme un canal de diffusion entre Bolívar (émetteur) et le peuple (récepteur). De cette manière, le projet chaviste est assimilé à un passé glorieux, représenté par la figure de Simón Bolívar, El Libertador.
Bien que le bolivarisme soit au centre de l’idéologie d’Hugo Chávez, celui-ci n’utilise que rarement ce mot. Il y a une volonté de non-idéologisation des idées de Bolivar pour garantir à Chavez la place d’acteur principal dans cette révolution. Ce dernier préfère appliquer abondamment les adjectifs qualificatifs « bolivarien » et « bolivarienne » aux composantes de son régime (ex : le peuple bolivarien, la démocratie bolivarienne). Il colore ses actions d’une teinte bolivarienne, tout en prenant garde à ne pas les dissimuler derrière le « bolivarisme ». Chavez souhaite ainsi assimiler son projet aux valeurs bolivariennes, mais pas dans la totalité. L’analyse du discours permet d’observer clairement que les références à Bolívar et ses dérivés ne sont pas égales selon les domaines.
Alors que les références sont largement appliquées au niveau social dans le domaine de l’éducation par exemple, elles sont quasi inexistantes en ce qui concerne l’économie. Quand Chávez évoque la thématique économique, elle n’est clairement pas associée au champ lexical bolivarien. En revanche, le rêve bolivarien d’une Amérique supranationale est repris dans une alternative initiée par Chavez : l’ALBA.
Dans le discours chaviste entre 1999 et 2006, les invocations du personnage de Bolívar ne sont pas faites de manière régulière. Elles ont varié dans le temps, selon le contexte socio-politique du Venezuela. Hugo Chávez a su orienter son discours en fonction de ses objectifs (rassurer, séduire, convaincre et rassembler). On note une surutilisation durant l‘année de sa prise de pouvoir en 1999, une diminution significative des évocations entre 2000 et 2002, et une fréquence en nette augmentation de 2003 à 2006. En 2002, a eu lieu une tentative de coup d’État contre Chávez (cet évènement, par exemple, peut expliquer une intensification du discours chaviste).

## Missions bolivariennes
Les programmes sociaux (appelés « missions » au Venezuela) qui ont vu le jour sous l'administration d'Hugo Chávez visaient à réduire les disparités sociales et étaient largement financés par les revenus pétroliers. La durabilité et la conception des programmes de bien-être ont été saluées et critiquées. Des exemples spécifiques de programmes sociaux sont énumérés ci-dessous.

### Plano Bolívar 2000
Le Plan Bolivar 2000 a été la première des missions bolivariennes mises en œuvre sous l'administration du président vénézuélien Hugo Chávez. Selon le Département d’État des États-Unis, Chávez voulait « envoyer le message que les forces armées n’étaient pas une force de répression populaire, mais plutôt une force de développement et de sécurité ». Le Département d'État des États-Unis a également déclaré que cela s'était produit « seulement 23 jours après son investiture » et qu'il voulait montrer à ses plus proches partisans « qu'il ne les avait pas oubliés ». Dans le cadre de ce plan, quelque 40 000 soldats vénézuéliens ont été impliqués dans des activités porte-à-porte de lutte contre la pauvreté, notamment des vaccinations de masse, la distribution de nourriture dans les bidonvilles et l'éducation. Plusieurs scandales ont émaillé le programme, des allégations de corruption ayant été portées contre les généraux impliqués dans le plan, alléguant que d'importantes sommes d'argent avaient été détournées.

### Mission Barrio Adentro
La mission était de fournir des soins de santé, des soins dentaires et une formation sportive complets et financés par des fonds publics aux communautés pauvres et marginalisées du Venezuela. La Mission Barrio Adentro a vu la construction de milliers de cliniques emblématiques à deux étages - Consultorios - ou cabinets médicaux, ainsi que l'embauche de personnel médical professionnel composé de résidents certifiés. La Barrio Adentro constitue une tentative d'offrir une forme de facto de soins de santé universels, cherchant à garantir l'accès à des soins médicaux de qualité du berceau à la tombe pour tous les citoyens vénézuéliens. En 2006, le personnel comprenait 31 439 professionnels, personnels techniques et techniciens de santé, dont 15 356 médecins cubains et 1 234 médecins vénézuéliens. La branche latino-américaine de l'Organisation mondiale de la santé et l'UNICEF ont salué le programme. Même si la mission a donné des résultats positifs, elle a également connu quelques difficultés. Même si la mission a donné des résultats positifs, elle a également connu quelques difficultés. En juillet 2007, Douglas León Natera, président de la Fédération médicale vénézuélienne, a rapporté que jusqu'à 70 % des modules de la Mission Barrio Adentro étaient abandonnés ou n'étaient pas terminés. En 2014, les habitants de Caracas se sont également plaints du service, malgré un financement important du gouvernement vénézuélien,.

### Mission Habitat
L'objectif de Mission Habitat est de construire des milliers de nouveaux logements pour les pauvres. Le programme vise également à développer des zones d'habitation agréables et intégrées offrant une gamme complète de services sociaux - de l'éducation à la santé - ce qui confronte sa vision à celle du nouvel urbanisme. Selon le journal vénézuélien El Universal, l'une des principales faiblesses du gouvernement Chávez est son incapacité à atteindre ses objectifs en matière de construction de logements. Chávez avait promis de construire 150 000 logements en 2006, mais au cours du premier semestre, il n'a atteint que 24 % de cet objectif, avec 35 000 logements.

### Mission Mercal

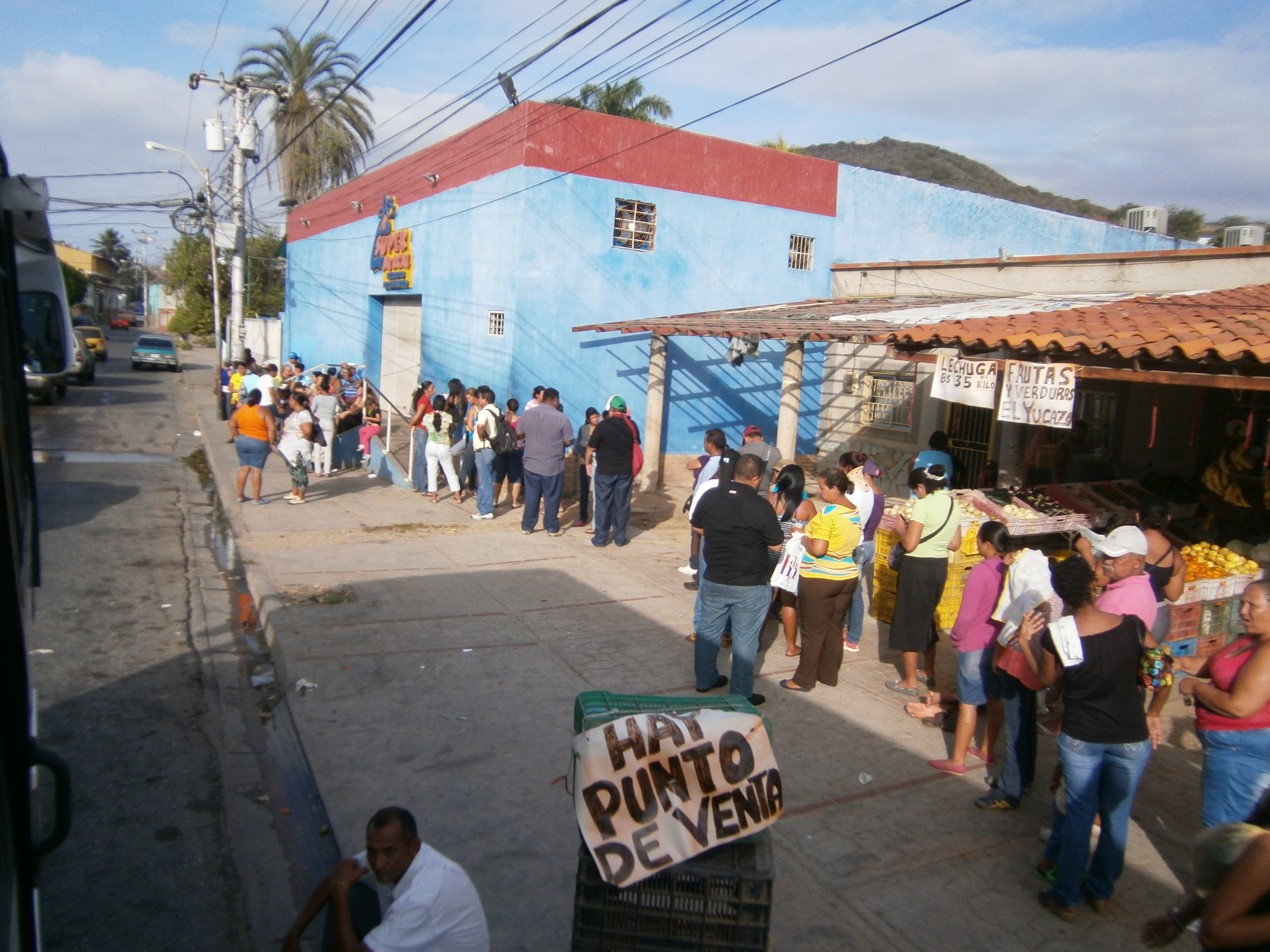
Des acheteurs en pleine pénurie faisaient la queue dans un magasin de la Mission Mercal en 2014.

La mission implique une entreprise publique appelée Mercados de Alimentos, CA (MERCAL), qui fournit des produits alimentaires et de base subventionnés via un réseau national de magasins. En 2010, Mercal comptait 16 600 points de vente, « allant des dépanneurs aux grands magasins », en plus de 6 000 soupes populaires. Mercal emploie 85 000 travailleurs. En 2006, environ 11,36 millions de Vénézuéliens ont régulièrement bénéficié des programmes alimentaires de Mercal. Au moins 14 208 sites de distribution alimentaire de la Mission Mercal étaient répartis à travers le Venezuela et 4 543 tonnes de nourriture étaient distribuées chaque jour.
Ces derniers temps, les clients qui ont dû faire la queue pour obtenir des produits à prix réduits affirment qu'il y avait une pénurie de produits dans les magasins Mercal et que les articles disponibles dans les magasins changeaient constamment. Certains clients se sont plaints du rationnement dans les magasins Mercal en raison du manque de produits. Dans certains cas, des protestations ont eu lieu en raison de pénuries dans les magasins,.

### Mission Robinson

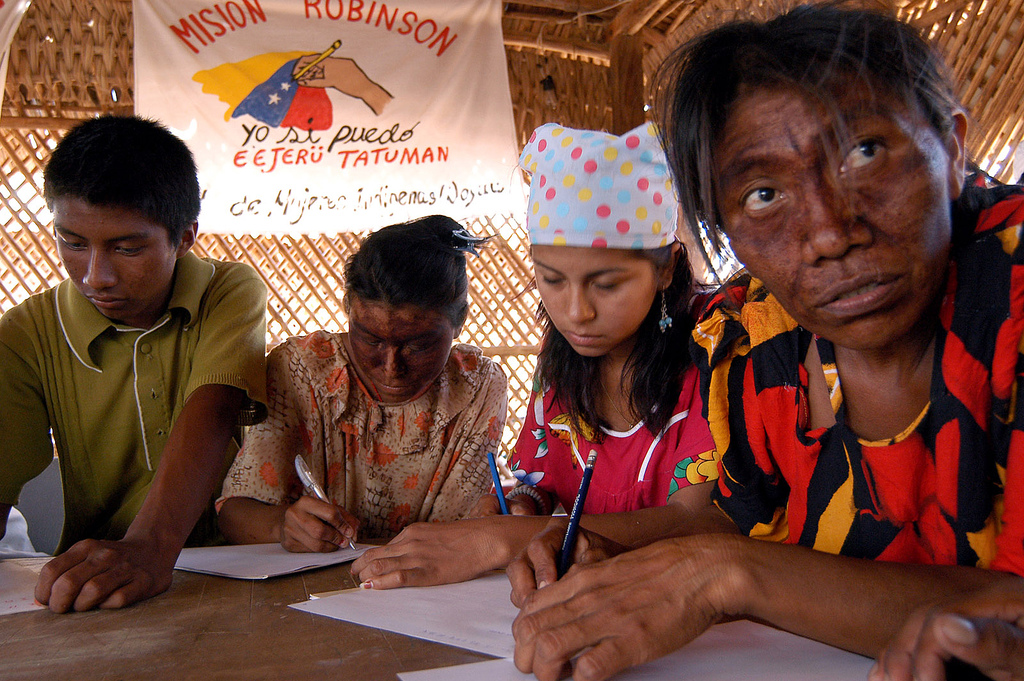
Mission Robinson du gouvernement d'Hugo Chávez promouvant l'éducation des Wayuu, au Venezuela.

Le programme utilise des bénévoles pour enseigner la lecture, l'écriture et le calcul à plus de 1,5 million d'adultes vénézuéliens analphabètes avant l'élection de Chávez à la présidence en 1999. Le programme est de nature militaro-civile et envoie des soldats - entre autres endroits - dans des endroits éloignés et dangereux afin d'atteindre des citoyens adultes moins instruits, négligés et marginalisés pour leur fournir un enseignement et des cours réguliers. Le 28 octobre 2005, le Venezuela s'est déclaré « territoire sans analphabétisme », après avoir augmenté le taux d'alphabétisation à environ 99 % dans ses estimations initiales, bien que la statistique ait été modifiée à 96 %. Selon les normes de l'UNESCO, un pays peut être déclaré « sans analphabétisme » si 96 % de sa population âgée de plus de 15 ans sait lire et écrire.
Selon Francisco Rodríguez et Daniel Ortega de l'IESA, il existe « peu de preuves » d'un « effet statistiquement distinct sur l'analphabétisme vénézuélien ». Le gouvernement vénézuélien a affirmé avoir appris à lire à 1,5 million de Vénézuéliens, mais l'étude a révélé que « seulement 1,1 million étaient analphabètes au départ » et que la réduction de l'analphabétisme de moins de 100 000 personnes peut être attribuée aux personnes âgées et aux décès. David Rosnick et Mark Weisbrot du Centre de recherche économique et politique ont répondu à ces questions, estimant que les données utilisées par Rodríguez et Ortega étaient une mesure trop grossière, puisque l'enquête auprès des ménages dont elle était issue n'avait jamais été conçue pour mesurer l'alphabétisation ou les compétences en lecture, et leurs méthodes étaient inadéquates pour fournir des preuves statistiques sur l'ampleur du programme national d'alphabétisation du Venezuela.

## Déclin
Après la mort d'Hugo Chávez, son successeur Nicolás Maduro a été confronté aux conséquences de la politique chaviste, avec une baisse de la cote de popularité de Maduro et des manifestations au Venezuela qui ont commencé en 2014. Les gouvernements de Chavez et de Maduro attribuent souvent les difficultés rencontrées par le Venezuela à l'intervention étrangère dans les affaires du pays. En 2016, le Venezuela bolivarien souffrait d'hyperinflation et d'une perte dramatique d'emplois et de revenus (les prix à la consommation ont augmenté de 800 % et l'économie s'est contractée de 19 % en 2016), faim généralisée (l'« Enquête sur les conditions de vie au Venezuela » (ENCOVI) a révélé que près de 75 % de la population a perdu en moyenne au moins 8,7 kg de poids en raison d'un manque de nutrition adéquate) et un taux d'homicides en hausse (90 personnes pour 100 000 ont été assassinées au Venezuela en 2015, contre 5 pour 100 000 aux États-Unis, selon l'Observatoire vénézuélien de la violence).
Selon Human Rights Watch :

« Pour faire taire les critiques, le gouvernement a procédé à de nombreuses arrestations et à d’autres formes de répression. Depuis 2014, nous avons documenté la réaction violente des forces de sécurité aux manifestations, avec des passages à tabac et des arrestations de manifestants pacifiques et même de passants, ainsi que des actes de torture en prison. Le Forum pénal vénézuélien, un groupe non gouvernemental qui fournit une assistance juridique aux détenus, compte plus de 90 personnes considérées comme des prisonniers politiques. »

Selon International Policy Digest, « [la] révolution bolivarienne est un échec, non pas parce que ses idéaux étaient inaccessibles, mais parce que ses dirigeants étaient aussi corrompus que ceux qu'ils critiquent », le gouvernement bolivarien s'appuyant sur le pétrole pour son économie, souffrant essentiellement de Maladie hollandaise. En raison des politiques du gouvernement bolivarien, les Vénézuéliens ont souffert de pénuries, d'inflation, de criminalité et d'autres problèmes socio-économiques, et de nombreux Vénézuéliens ont dû quitter leur pays d'origine à la recherche d'une vie meilleure ailleurs.

## Diaspora bolivarienne
Après la révolution bolivarienne, de nombreux Vénézuéliens riches ont cherché à résider dans d’autres pays. Selon Newsweek, "la diaspora bolivarienne est un renversement de fortune à grande échelle", ce renversement étant une comparaison avec l'époque où, au XXe siècle, "le Venezuela était un refuge pour les immigrants fuyant la répression et l'intolérance du Vieux Monde". El Universal explique comment la « diaspora bolivarienne » au Venezuela a été causée par « la détérioration de l'économie et du tissu social, la criminalité endémique, l'incertitude et le manque d'espoir d'un changement de leadership dans un avenir proche ».
En 1998, année de la première élection de Chávez, seuls 14 Vénézuéliens ont obtenu l’asile aux États-Unis. En seulement 12 mois, en septembre 1999, 1 086 Vénézuéliens ont obtenu l'asile, selon les services de citoyenneté et d'immigration des États-Unis. On estime qu'entre 1998 et 2013, plus de 1,5 million de Vénézuéliens, soit entre 4 et 6 % de la population totale du Venezuela, ont quitté le pays à la suite de la révolution bolivarienne. De nombreux anciens citoyens vénézuéliens étudiés ont donné des raisons pour lesquelles ils ont quitté le Venezuela, notamment le manque de liberté, des niveaux élevés d'insécurité et le manque d'opportunités dans le pays. Il a également été déclaré que certains parents au Venezuela encouragent leurs enfants à quitter le pays, pour protéger leurs enfants en raison de l'insécurité à laquelle les Vénézuéliens sont confrontés,. Cela a conduit à la fuite du capital humain au Venezuela.
En novembre 2018, le HCR (Haut-Commissariat des Nations Unies pour les réfugiés) et l'OIM (Organisation internationale pour les migrations) ont signalé que le nombre de réfugiés s'élevait à 3 millions, dont la majorité se sont rendus dans d'autres pays d'Amérique latine et des Caraïbes.

### Livres
- Hugo Chávez Frias et Luis Bilbao (trad. de l'espagnol), Chavez et la révolution bolivarienne : entretiens avec Luis Bilbao, Pantin, Le Temps des cerises, 2005, 203 p. (ISBN 978-2-84109-501-8, OCLC 420232265, lire en ligne).
- Olivier Compagnon (dir.), Julien Rebotier (dir.) et Sandrine Revet (dir.) (postface Yves Sintomer), Le Venezuela au-delà du mythe : Chávez, la démocratie, le changement social, Ivry-sur-Seine, Éditions de l'Atelier, 2009, 238 p. (ISBN 978-2-7082-4054-4, OCLC 458754517, lire en ligne).
- Alain Couturier, Venezuela : an I de la révolution : journal d'un bourgeois de Caracas sous la révolution, Paris, Publibook, 2008, 259 p. (ISBN 978-2-7483-4424-0, OCLC 301550280, lire en ligne).
- Jean-Marc Fournier, L'Autre Venezuela de Hugo Chavez : boom pétrolier et révolution bolivarienne à Maracaibo, Paris, Éditions Karthala, coll. « Hommes et sociétés », 2010, 289 p. (ISBN 978-2-8111-0310-1, OCLC 664328568, lire en ligne).
- Patrick Guillaudat et Pierre Mouterde, Hugo Chávez et la révolution bolivarienne : promesses et défis d'un processus de changement social, Mont-Royal, Québec, M éditeur, coll. « Mouvements », 2012, 280 p. (ISBN 978-2-923986-53-1, 2-923986-53-9 et 2-923986-53-9, OCLC 818362256, lire en ligne).
- Rafael Uzcátegui (trad. de l'espagnol par Jean-Michel Kay, postface Octavio Alberola), Venezuela : révolution ou spectacle? : une critique anarchiste du gouvernement bolivarien, Paris, Spartacus, coll. « Spartacus / Série B » (no 181), 2011, 271 p. (ISBN 978-2-902963-63-8, OCLC 758338622, lire en ligne).

### Articles
- Frédérique Langue, « De la Révolution bolivarienne au socialisme du XXIe siècle : Héritage prétorien et populisme au Venezuela », Problèmes d'Amérique latine, vol. 1, no 71,‎ 1er février 2009, p. 27–45 (DOI 10.3917/pal.071.0027, lire en ligne )
- Sébastien Ville, « La révolution bolivarienne du Venezuela », Actuel Marx, vol. 42, no 2,‎ 1er septembre 2007, p. 71–83 (DOI 10.3917/amx.042.0071 , lire en ligne, consulté le 21 mai 2024)